# Cheumatopsyche pulverulenta
Cheumatopsyche pulverulenta är en nattsländeart som beskrevs av Gibbs 1973. Cheumatopsyche pulverulenta ingår i släktet Cheumatopsyche och familjen ryssjenattsländor. Inga underarter finns listade i Catalogue of Life.